# Étang de la Bonde
Der Étang de la Bonde befindet sich zwischen den französischen Gemeinden Cabrières-d’Aigues und La Motte-d’Aigues im Département Vaucluse. Er ist mit 30 Hektar die größte Wasserfläche des Luberon-Regionalparks. Sein Wasser wird vom Bach Mirail gespeist, der am Fuße des Grand Luberon entspringt. Der Teich dient im Sommer als beliebter Bade- und Erholungsort.
Das Ufer des Teiches wird von Pappeln, Weiden und Schilf eingenommen und dient als Rückzugsgebiet für Blässhühner, Teichhühner, Eisvögel, Stockenten und Bachstelzen. In der näheren Umgebung finden sich für den Mittelmeerraum typische Aleppo-Kiefern, Erdbeerbäume, Rosmarinsträucher und Grüneichen.

## Geschichte
Im 15. Jahrhundert besaß Fouquet d’Agoult, Baron von La Tour-d’Aigues, viel Land in der Gegend und plante, für dessen Bewässerung einen Teich anzulegen. Der Teich wurde von einem Kanal gespeist, den der Baron extra zu diesem Zweck bauen ließ und den auch die Dorfbewohner für die Bewässerung ihres Landes nutzten durften. Der Teich hat für die Entwicklung der Landwirtschaft im Pays d’Aigues seitdem eine wichtige Rolle gespielt.
Am Rande des Teiches befand sich eine einfache Mühle, die Ende des 17. Jahrhunderts weiter stromabwärts verlegt wurde.

## Sehenswürdigkeiten
Am Rande des Teiches liegt das Château de la Bonde, ein großes Bauern- und Weingut aus dem 19. Jahrhundert. In der näheren Umgebung finden sich noch viele weitere Weingüter, wie zum Beispiel das Château de Sannes.